# Omomiłek bagienny
Omomiłek bagienny (Cantharis paludosa) – gatunek chrząszcza z rodziny omomiłkowatych i podrodziny Cantharinae.

## Taksonomia
Gatunek ten opisany został po raz pierwszy w 1807 roku przez Carla Fredrika Falléna.

## Morfologia
Chrząszcz o wydłużonym ciele długości od 5 do 6,2 mm. Głowę ma czarną z żółtobrązowymi narządami gębowymi i nitkowatymi czułkami, które mogą być całkiem czarne lub czarne z żółtobrązowymi członami pierwszym, drugim i ewentualnie trzecim. Przedplecze jest szersze niż dłuższe, o wypukłej krawędzi przedniej, zaokrąglonych kątach przednich, zaokrąglonych brzegach bocznych i niewystających kątach tylnych. Ubarwienie ma czarne z wąskim, słabo widocznym, brudnorudobrązowym obwiedzeniem krawędzi bocznych. Pokrywy są całkiem czarne, porośnięte jednorodnym owłosieniem. Odnóża są czarne z jaśniejszymi szczytami goleni.

## Ekologia i występowanie
Owad ten zasiedla mokradła, bagna, torfowiska, młaki, olsy i wilgotne łąki. Rozmieszczony jest od nizin po góry, gdzie przekracza górną granicę lasu. Osobniki dorosłe obserwuje się od kwietnia do lipca.
Gatunek palearktyczny, eurosyberyjski. Znany jest z Irlandii, Wielkiej Brytanii, Belgii, Niemiec, Austrii, Danii, Norwegii, Finlandii, Estonii, Litwy, Polski, Czech, Słowacji, Węgier, Ukrainy, europejskiej części Rosji oraz Syberii, gdzie sięga na wschód po Kraj Krasnojarski i obwód irkucki, a na południe po Republikę Ałtaju.